# Biel (Wallis)
Biel (VS) is een plaats en voormalige gemeente in het Zwitserse kanton Wallis, en maakt sinds 1 oktober 2000 deel uit van de gemeente Grafschaft in het district Goms.

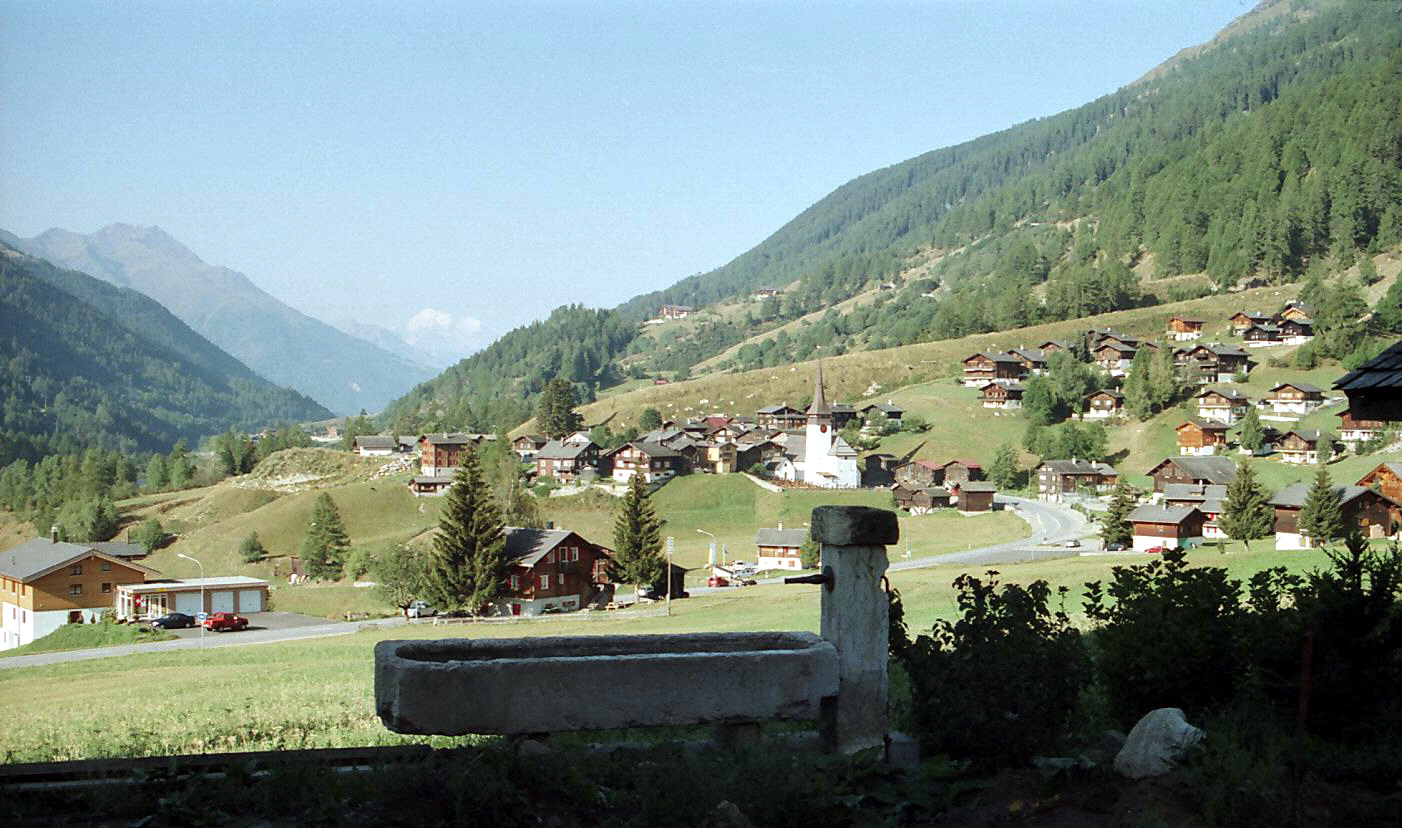
Uitzicht over de plaats

- Gemeinsame Normdatei: 4363005-4
- Historisch woordenboek van Zwitserland: 002683
- Virtual International Authority File: 245812895